# Szirénázó szupercsapat: Halloween-i hercehurca
A Szirénázó szupercsapat: Halloween-i hercehurca (eredeti cím: Vennebyen: Halloween-mysteriet) norvég 3D-s számítógépes animációs film, amely a 
Szirénázó szupercsapat című sorozat halloweeni különkiadása. Ezen kívül készült még egy karácsonyi különkiadás a Szirénázó szupercsapat: Karácsonyi kalamajka. 
Magyarországon 2012. október 29-én a Minimax-on adták le.

## Ismertető
A történet egy barátságos városkában játszódik, ahol a lakók vidámak és boldogak egymás között. Így megy ez a városban három jó baráttal, akik hárman újoncok a városban lévő sürgősségi állomásokon: a rendőrségen, a mentőknél és a tűzoltóknál. A lazsálást itt hanyagolni kell, mert a városban lévő forgatagban nincsen unatkozás, de ezek azok amiket nem is bánnak. A munkában mindannyian nagy örömet lelnek, mert mindig van számukra fontos feladat és mindig akad egy ember, akinek szükséget nyújt egy segítő kéz, vagy éppen mancs. Most meglátni, hogyan bolydul fel ebben a városban lévő élet mindenszentek előestéjén.